# Sataíika
Sataíika (Sataiika) är en ort i Grekland.   Den ligger i prefekturen Nomós Korinthías och regionen Peloponnesos, i den sydöstra delen av landet, 80 km väster om huvudstaden Aten. Sataíika ligger 108 meter över havet och antalet invånare är 107.
Terrängen runt Sataíika är kuperad åt sydväst, men åt nordost är den platt. Havet är nära Sataíika åt nordost.Runt Sataíika är det ganska tätbefolkat, med 96 invånare per kvadratkilometer. Närmaste större samhälle är Korinth, 18,2 km öster om Sataíika. Trakten runt Sataíika består till största delen av jordbruksmark.